# Danièle Sallenave

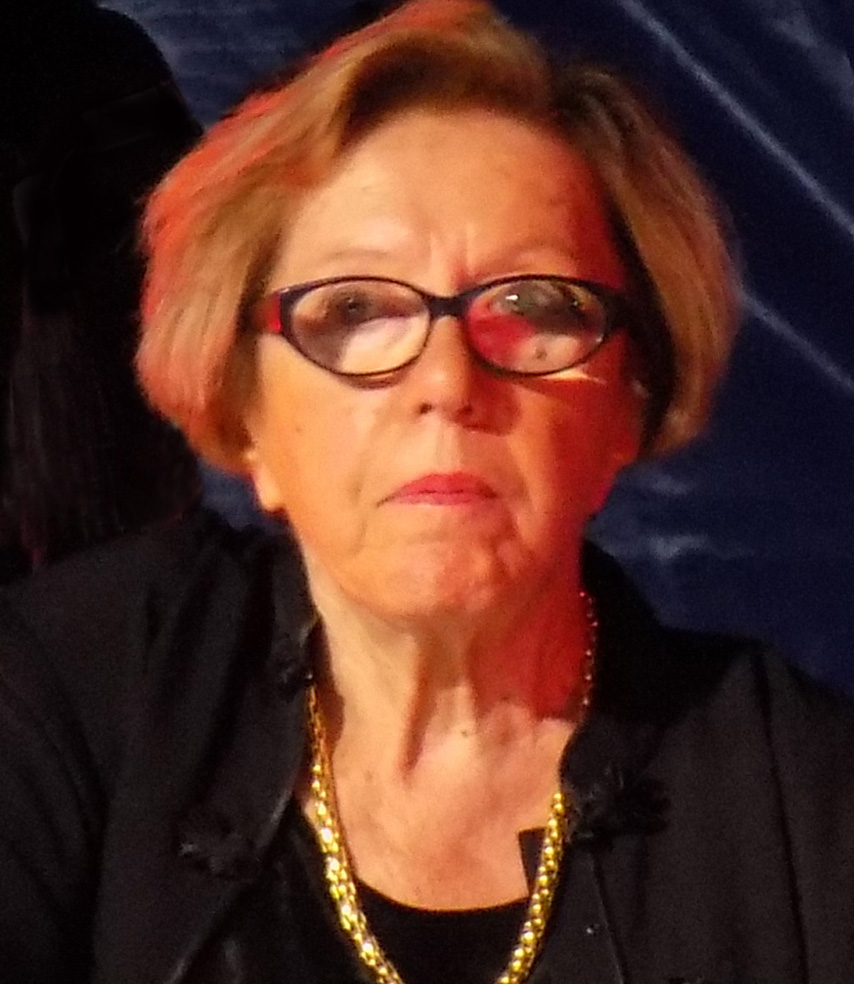
Danièle Sallenave im Jahr 2019.

Danièle Sallenave (* 28. Oktober 1940 in Angers) ist eine französische Schriftstellerin, Publizistin und ehemalige Hochschullehrerin. Sie ist seit 2011 Mitglied der Académie française.

## Leben
Sallenave wurde als Tochter eines Lehrers und einer Lehrerin geboren und besuchte das Lycée in Angers, das Lycée Fénelon in Paris und die École normale supérieure de jeunes filles in Sèvres (eine Grande école). Sie absolvierte 1964 die Agrégation de Lettres classiques. Als Lehrerin am Lycée in Beauvais wirkte sie in einem Schulfernseh-Team mit, das Bildungsprogramme zu Literaturthemen produzierte. Von 1968 bis 2001 lehrte Sallenave Literatur und Filmgeschichte an der Universität Paris-Nanterre, zunächst als Assistentin, ab 1973 als Maître de conférences.
Seit 1975 veröffentlichte Sallenave zahlreiche Romane, Erzählungen, Reiseberichte und Theaterstücke. Daneben übersetzte sie Werke von Torquato Tasso, Luigi Pirandello und Pier Paolo Pasolini aus dem Italienischen ins Französische und schrieb regelmäßig für die Zeitung Le Monde und die Zeitschriften Le Messager européen, Les Temps Modernes und Marianne. Sie gehörte zu den ersten Redakteuren der 1974 von Jean Ristat gegründeten progressiven Literaturzeitschrift Digraphe und arbeitete von 1976 bis 1990 auch immer wieder mit dem Regisseur und Theaterreformer Antoine Vitez zusammen. Von  2009 bis 2014 gestaltete sie die wöchentliche Sendung La chronique de Danièle Sallenave beim Radiosender France Culture.
Am 7. April 2011 wurde sie als Nachfolgerin von Maurice Druon (30. Sessel) als siebte Frau in die Académie française gewählt.

## Öffentliche Meinungsäußerungen
Ihr Artikel Fin du communisme. L'hiver des âmes von 1992 rief Kritik hervor. Jean-François Revel kritisierte, dass Sallenave die Opfer des Kommunismus eher unter den Menschen sieht, die an den Kommunismus glaubten und nun enttäuscht wurden, und die wahren Opfer des Kommunismus, nämlich viele Millionen Tote, ausblendet.
1999 kritisierte Sallenave die Europäische Charta der Regional- oder Minderheitensprachen, durch die sie die Einheit der französischen Republik bedroht sah. Dieser Artikel rief mehrere kritische Antworten hervor, u. a. von Henri Giordan.
In ihren publizistischen Schriften wendet sich Sallenave gegen Kommunitarismus und religiösen Fanatismus und Dogmatismus aller Art, aber auch gegen ein Feindbild Islam und das Schlagwort vom Kampf der Kulturen.

## Werke
- Paysages de ruines avec personnages, Flammarion, 1975
- Le voyage d'Amsterdam ou les règles de la conversation, Erzählung, Flammarion, 1977
- Les Portes de Gubbio, Roman, Hachette, 1980; Gallimard, 1995
- Un printemps froid, Novellen, POL, 1983; Seuil, 1985 (deutsch: Ein kalter Frühling. Erzählungen. Manholt, Bremen 1989; wieder Fischer TB, Frankfurt am Main 1992)
- Rome, Autrement, Villes rêvées, 1986
- La vie fantôme, Roman, POL, 1986; Seuil, 1988 (deutsch als Phantom Liebe, Goldmann, München 1990)
- Les épreuves de l'art, Theaterstück, Actes Sud, 1987
- Conversations conjugales, POL, 1987, 2004 (deutsch: Zwiegespräche, Hunzinger-Bühnenverlag, Bad Homburg v. d. H. 1988)[4]
- Adieu, Erzählung, POL, 1988
- Le don des morts, Gallimard, 1991
- Le théâtre des idées, Gallimard, 1991
- Passages de l'Est, Reisebericht, Gallimard, 1991
- Villes et villes, Éditions des femmes, 1991
- Le principe de ruine, Reisebericht, Gallimard, 1991 (deutsch als Indien oder die Verwüstung der Welt, Hanser, München 1996)
- Les trois minutes du diable, Roman, Gallimard, 1994
- Lettres mortes, Essay, Michalon, 1995
- Viol, Erzählung, Gallimard, 1997 (deutsch als Das Schweigen der Mütter, Mißbraucht und für immer zerstört, Ullstein, Berlin 1999)
- L'Amazone du grand Dieu, Bayard, 1997 (über Marie de l’Incarnation)
- A quoi sert la littérature? Essay, Textuel, 1997
- Carnets de route en Palestine occupée. Gaza-Cisjordanie, novembre 1997, Reisebericht. Stock, 1998
- D'amour, Erzählung, Gallimard, 2002
- Nos amours de la France - République, identités, régions (mit Périco Légasse), Textuel, 2002
- dieu.com, Essay, Gallimard, 2003
- La Fraga, Roman, Gallimard, 2004
- Quand même, Gallimard, 2006
- Castor de guerre, Gallimard, 2008
- Nous, on n'aime pas lire, Gallimard, 2009
- La vie éclaircie. Réponses à Madeleine Gobeil, Gallimard, 2010
- Pourquoi on écrit des romans, Gallimard Jeunesse, 2010

### Übersetzungen durch Sallenave
- Roberto Calasso: Le Fou impur, PUF 1977
- Pier Paolo Pasolini: La divine Mimesis, Flammarion 1977
- Torquato Tasso: Il combattimento di Tancredi e di Clorinda, für das Théâtre national de Chaillot, 1982
- Luigi Pirandello: Six personnages en quête d'auteur, für eine Produktion unter der Regie von Georges Lavaudant, 1982
- Luigi Pirandello: Les géants de la montagne, für eine Produktion unter der Regie von Bruno Bayen, 1983
- Pier Paolo Pasolini: Orgia, Actes Sud, 1988

## Sallenave zum literarischen Handwerk
- (ohne Titel) In: Verena von der Heyden-Rynsch Hg.: Vive la littérature! Französische Literatur der Gegenwart. Hanser, München 1989, S. 170 f. Ausgehend von den Charakteren in Le printemps beschreibt sie ihre Auffassung davon, was Literatur leisten soll. Übers. Rudolf von Bitter.[5]

## Preise und Ehrungen
- 1980: Prix Renaudot für Les Portes de Gubbio
- 1988: Prix du jeune théâtre de l’Académie française für Conversations conjugales
- 2005: Grand prix de l’Académie française für ihr Gesamtwerk
- 2006: Grand Prix Jean Giono für La Fraga
- 2006: Prix Marguerite Duras für Quand-même
- 2008: Prix Jean-Monnet für Castor de guerre[6]
- 2011: Sitz in der Académie française